# Плоское (Бельский район)
Пло́ское — деревня в Бельском районе Тверской области. Входит в состав Будинского сельского поселения.
Находится в 10 километрах к юго-западу от районного центра города Белый, в 5 км от деревни Будино.
По переписи 2002 года постоянного населения в деревне нет.
В 1997 году было 2 хозяйства, 3 жителя.

## История
В 1940 году деревня Плоская (47 дворов) входила в Будинский сельсовет Бельского района Смоленской области.
Во время Великой Отечественной войны деревня была оккупирована гитлеровскими войсками в октябре 1941 года. В январе 1942 года, в ходе общего зимнего наступления, войска Калининского фронта освободили часть Бельского района, немцы удерживали только город Белый и стратегическую для них дорогу Белый—Духовщина—Смоленск. В результате боевых действий 1-й половины 1942 года восточная часть Бельского района (включая город Белый) оказалась в так называемом Ржевском (Ржевско-Вяземском) выступе, удерживаемом германскими войсками.

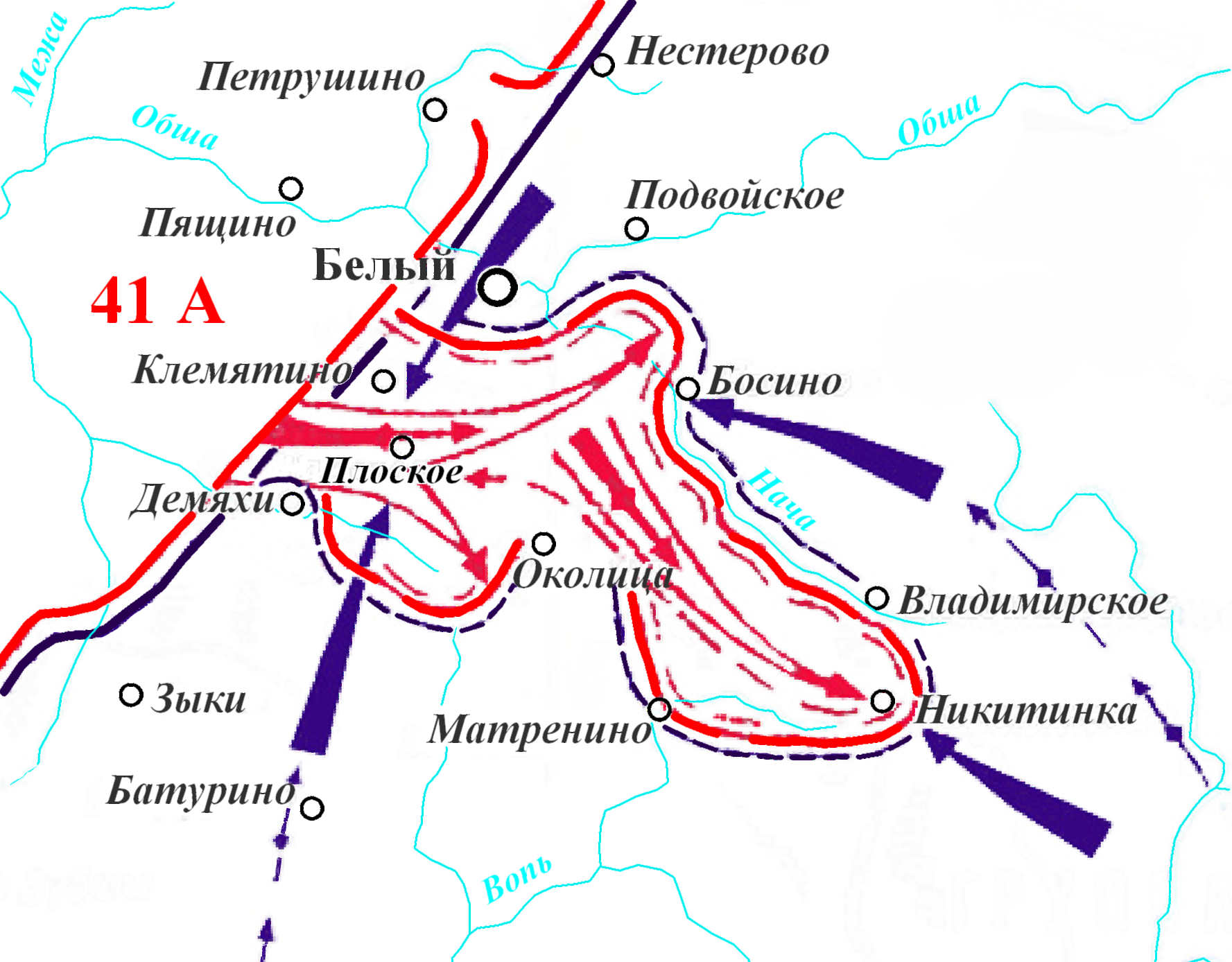
Действия 41-й армии в ноябре-декабре 1942 года

Деревня Плоское попала в эпицентр жестоких боев в ходе второй Ржевско-Сычевской операции (операция «Марс») в ноябре-декабре 1942 года. Войска 41-й армии (1-й механизированный и 6-й стрелковый корпуса) Калининского фронта нанесли главный удар 25 ноября южнее Белого, наступая с запада на восток. Район прорыва, пойма речки Вишенки (к северу и западу от Плоского) с господствующими холмами за южным её берегом, получил название «Долина смерти». В дальнейшем наступление армии провалилось, переброшенные в этот район свежие немецкие части, наступая вдоль Смоленского тракта, взяли часть сил 41-й армии в «котёл», замкнув 8 декабря кольцо в районе севернее Плоское. Бои в кольце продолжались до 15 декабря, когда остатки окружённых частей прорвались на запад к основным силам армии через Плоское, Клемятино. Снова «Долина смерти» стала ареной ожесточенных боёв.
Деревня Плоское была окончательно освобождена в марте 1943 года.

## Население
| 2008 | 2010 |
| ---- | ---- |
| 0    | →0   |

## Мемориал Славы
Первые захоронения в братскую могилу в деревне Плоское были произведены в августе 1942 года. В марте-апреле 1943 года проведены основные захоронения и перезахоронения советских воинов из районов деревень Цицино, Дубровка, Черепы, Клемятино силами местного населения. По данным ОБД «Мемориал» количество захороненных — 6016. 
(*Поименный список всех захороненных в Мемориале дер.Плоское/Цыцыно  приведен в разделе Ссылки ниже!*)
В ноябре 1969 года установлен памятник в виде четырёхугольной железобетонной пирамиды высотой 2,5 м.
6-й стрелковый корпус был сформирован в Сибири, в него входили: 150-я дивизия (новосибирский, кузбасский, кемеровский и томский полки), 74-я алтайская, 75-я омская, 78-я красноярская и 91-я общесибирская бригады. Все они именовались Сталинскими. Потери корпуса с 25-го ноября по 16 декабря 1942 года составили 25 400 человек из 37 500 человек, в том числе убитыми более 5400.
Потери 1-го механизированного корпуса за 20 дней боев составили 2280 человек убитыми и 5900 ранеными. Только около 4000 из 15 200 человек, насчитывавшихся в корпусе к началу боёв, сумели вернуться в расположение 41-й армии.
В 1984 году Новосибирский и Калининский обкомы КПСС предложили воздвигнуть монумент Славы воинам-сибирякам. Из 11 вариантов победил проект новосибирского архитектора Геннадия Туманика. Мемориал из красно-розового красноярского сиенита предполагалось строить на собранные народом рубли, однако инфляция «съела» накопленные деньги. Был реализован второй, более скромный, проект Туманика. Деньги на строительство в сумме 500 млн.рублей собрали (благодаря активной деятельности члена президиума Новосибирского фонда культуры Ксении Пальминой) межрегиональная ассоциация «Сибирское соглашение», правительство РФ и администрация Тверской области.
14 августа 1996 года в деревне Плоское состоялось открытие мемориала Славы. Это памятник всем сибирякам, погибшим в боях Великой Отечественной.
На мемориальном кладбище захоронено 12 500 воинов, это в 2 раза больше, чем всё нынешнее население Бельского района.